# Rheinmetall Skyranger 30
Der Skyranger 30 ist ein mobiles Flugabwehrsystem (Short range air defense, SHORAD) von Rheinmetall Air Defence, bei dem die Sensorik (für die Such- und Folgefähigkeit) und die Effektoren (30 x 173 mm KCE Revolverkanone, Flugabwehrlenkwaffen oder Intercept-Drohne) auf einem Turm zusammengefasst werden. Die Bedienung des Turmes erfolgt ferngesteuert oder aus dem Fahrzeug heraus. Der Turm ist unbemannt.
Das System verbindet die Vorteile einer Kanonen-Bewaffnung (sehr kurze innere Totdistanz, geringe Kosten, Air-Burst-Munition gegen Kleinstziele in der Luft) mit der größeren Reichweite einer Lenkwaffe oder einer Intercept-Drohne auf einem Turm, der zusätzlich alle für die Flugabwehr benötigte Sensorik beinhaltet.

## Entwicklungsgeschichte
Das Produktmanagement der Rheinmetall Air Defence unter der Leitung von Michael Gerber und Moritz Vischer hat ab 2018 den Skyranger 30 konzeptionell ausgelegt und mit einem kleinen Team im Rahmen eines Sonderprojektes einen Concept Demonstrator gebaut, welcher ab 2020 für Entwicklungstätigkeiten und Marketingaktivitäten genutzt wurde. Dieser Skyranger 30 A0-Turm war auch eine Plattform, um die ganze Bandbreite an Fähigkeiten und Produkten (z. B. Rapid Obscuring System (ROSY), Fast Infrared Search and Track Sensor (FIRST)) von Rheinmetall ein einem Produkt zusammenzuführen.
Die Entscheidung für das Kaliber 30 × 173 mm und die KCE-Revolverkanone wurde auf der Basis von Analysen bezüglich Wirkung, Reichweiten und Kosten getroffen. Erfahrungen mit dem Skyranger 35, der KDG-Revolverkanone und dem Millennium-Marinegeschütz flossen in die generelle Auslegung des Skyranger 30.
Teil des Projektes war die Weiterentwicklung der KCE-Revolverkanone aus der Oerlikon KCA-Revolverkanone durch die Befähigung der Waffe, Airburst-Munition verschießen zu können.
Die Vorstellung des Skyranger-30-AO-Turmes erfolgte, bedingt durch den Corona-Lockdown, für die Wehrtechnik erstmalig, bei einem Live Feed Unboxing am 16. Dezember 2020.
Auf der ILA 2022 wurde der Skyranger 30 auf einem GTK Boxer vorgestellt.

## Nutzer
Folgende Länder haben den Skyranger 30 bisher bestellt:
 Österreich hat im Februar 2024 für das Bundesheer 36 Skyranger 30 auf Trägerfahrzeug Pandur Evolution bestellt. Als Rakete wurde die französische Mistral 3 ausgewählt
 Deutschland hat im Februar 2024 in einem ersten Schritt 19 Stück auf Trägerfahrzeug GTK Boxer bestellt. Weitere sollen folgen. Als Rakete wurde FIM-92 Stinger ausgewählt.
 Dänemark hat im September 2024 einen Auftrag über 16 Skyranger 30 erteilt, mit dem Mowag Piranha V als Trägerfahrzeug. Als Rakete wurde die Mistral 3 ausgewählt.
Folgende Länder planen die Bestellung:
 Niederlande planen die Anschaffung von 22 Stück auf Fahrgestell ACSV der FFG Flensburger Fahrzeugbau Gesellschaft mbH. Als Rakete wird vermutlich die FIM-92 Stinger gewählt.
 Ungarn lässt seit Dezember 2023 die Integration des Skyranger 30-Turms auf dem Fahrgestell des Schützenpanzers KF41 Lynx entwickeln. Die geplante Anzahl ist nicht bekannt.